# 일본 평화의 종

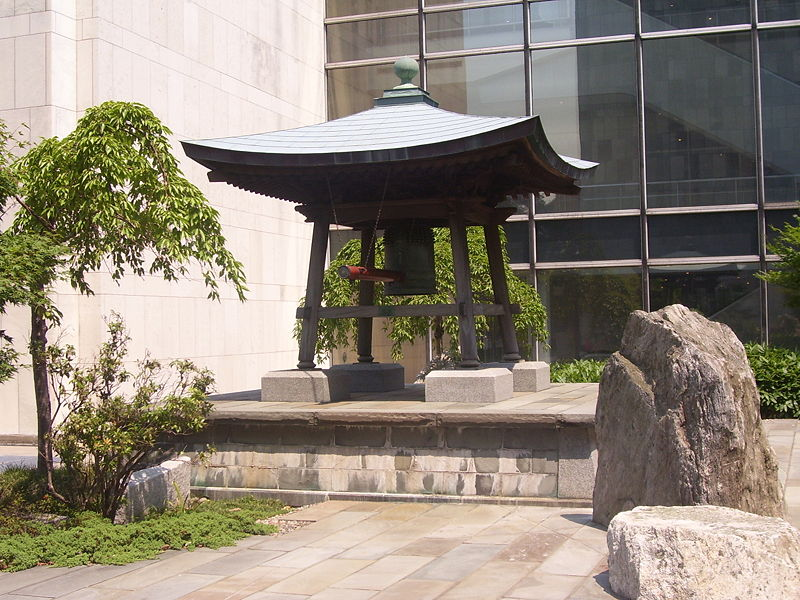
유엔 본부에 있는 일본 평화의 종

일본 평화의 종(영어: Japanese Peace Bell)은 1954년 6월 일본 유엔 협회를 통해 뉴욕 유엔 본부에 기증된 종이다. 당시 아직 유엔에 가입되지 않았던 일본으로부터 나카가와 치요지가 제작했다. 지름 60센티미터, 높이 1미터, 무게 116킬로그램의 범종이다. 매년 9월, 유엔 총회 개회 때 및 9월 21일 국제 평화의 날에 맞춰 유엔 사무총장, 유엔간부, 각국의 상임대표나 저명인이 참석하여 평화를 기념한 종타식이 열린다.

## 같이 보기
- 평화 기호